# Mario Grossniklaus
Mario Grossniklaus (* 12. Oktober 1976 in Unterseen BE) ist ein Schweizer Journalist und Fernsehmoderator. Er arbeitet neben seiner Studiotätigkeit als Leiter der Abstimmungs- und Wahlsendungen und als Co-Leiter des Inlandkorrespondenten-Netzes des Schweizer Fernsehens.

## Werdegang
Grossniklaus wuchs in Beatenberg auf und verbrachte danach mehrere Jahre in der Westschweiz, wo er am Lycée Jean-Piaget in Neuenburg maturierte. Von 1999 bis 2006 studierte er Kommunikationswissenschaften und Journalistik an der Universität Freiburg sowie Politikwissenschaft mit Schwerpunkt Innenpolitik an der Universität Bern.
Grossniklaus spezialisierte sich früh auf Medien. Im Alter von 17 Jahren schrieb er als Lokalkorrespondent erste Artikel für das Oberländische Volksblatt (heute Berner Oberländer) und moderierte Sendungen bei Radio BeO in Interlaken und Radio Canal 3 in Biel. Anfang 2000 wechselte Grossniklaus zum Schweizer Radio DRS. Als Moderator und Redaktor arbeitete er während zehn Jahren für die Nachrichtensendungen und verantwortete als Produzent die Primetime-Sendungen Info3 und HeuteMorgen.
Seit 2010 arbeitet Mario Grossniklaus beim Schweizer Fernsehen. Seither ist und war er in verschiedenen Sendungen als Moderator zu sehen: in der Tagesschau, den Talksendungen Arena und Club, dem SRF Jahresrückblick, in Wahl- und Abstimmungsstudios, bei «Hallo SRF!» und in diversen Sondersendungen. Neben seiner Tätigkeit vor der Kamera war Grossniklaus stellvertretender Redaktionsleiter der Tagesschau und gehörte zum Leitungsteam der Fachredaktion Inland. Aktuell (Stand 2023) verantwortet er die Abstimmungs- und Wahlsendungen des Schweizer Fernsehens sowie einen Teil des Inlandkorrespondenten-Netzes.
Grossniklaus lebt und arbeitet in Zürich.